# Gare de Jōmō-Kōgen
La gare de Jōmō-Kōgen (上毛高原駅, Jōmō-Kōgen-eki) est une gare ferroviaire de la ville de Minakami, dans la préfecture de Gunma au Japon. Elle est uniquement desservie par la ligne Shinkansen Jōetsu de la compagnie JR East.

## Situation ferroviaire
La gare est située au point kilométrique (PK) 119,1 de la ligne Shinkansen Jōetsu.

## Histoire
La gare a été inaugurée le 13 mars 2004.

## Service des voyageurs

### Accueil
La gare dispose d'un bâtiment voyageurs, avec guichets, ouvert tous les jours.

### Desserte
- Ligne Shinkansen Jōetsu :
  - voie 1 : direction Tokyo
  - voie 2 : direction Niigata